# Opowieść o dwóch miastach
Opowieść o dwóch miastach (ang. A Tale of Two Cities) – powieść historyczna Charlesa Dickensa, publikowana w odcinkach w tygodniku „All the Year Round” w 1859. Akcja utworu rozgrywa się od 1775 roku aż do rewolucji francuskiej. Opowiada o losach Francuza Karola Darnaya i Anglika Sydneya Cartona, na tle dwóch miast – Paryża i Londynu. Jest ona jedną z najlepiej sprzedających się książek wszech czasów – sprzedano jej ponad 200 milionów egzemplarzy.

## Geneza powieści
Z topografią Paryża Dickens zapoznał się w czasie swojego pobytu w tym mieście w latach 1855–1856, kiedy to często oddawał się samotnym spacerom. W tym czasie zetknął się również z buntowniczymi nastrojami francuskiego ludu, dwukrotnie również usłyszał, jak w teatrze publiczność śpiewa rewolucyjną pieśń Ça ira. Sam pomysł napisania swojej drugiej po Barnabie Rudge (1840–1841) powieści historycznej mógł być związany z ówczesnym renesansem popularności tego gatunku w Anglii.
O pomoc w zdobyciu materiałów źródłowych, dotyczących rewolucji francuskiej, pisarz poprosił swojego przyjaciela, historyka Thomasa Carlyle'a, autora pracy The French Revolution. W odpowiedzi historyk przesłał Dickensowi dwie fury książek, pochodzących z miejskiej biblioteki. Pozycje te zostały starannie przejrzane przez pisarza.

## Fabuła

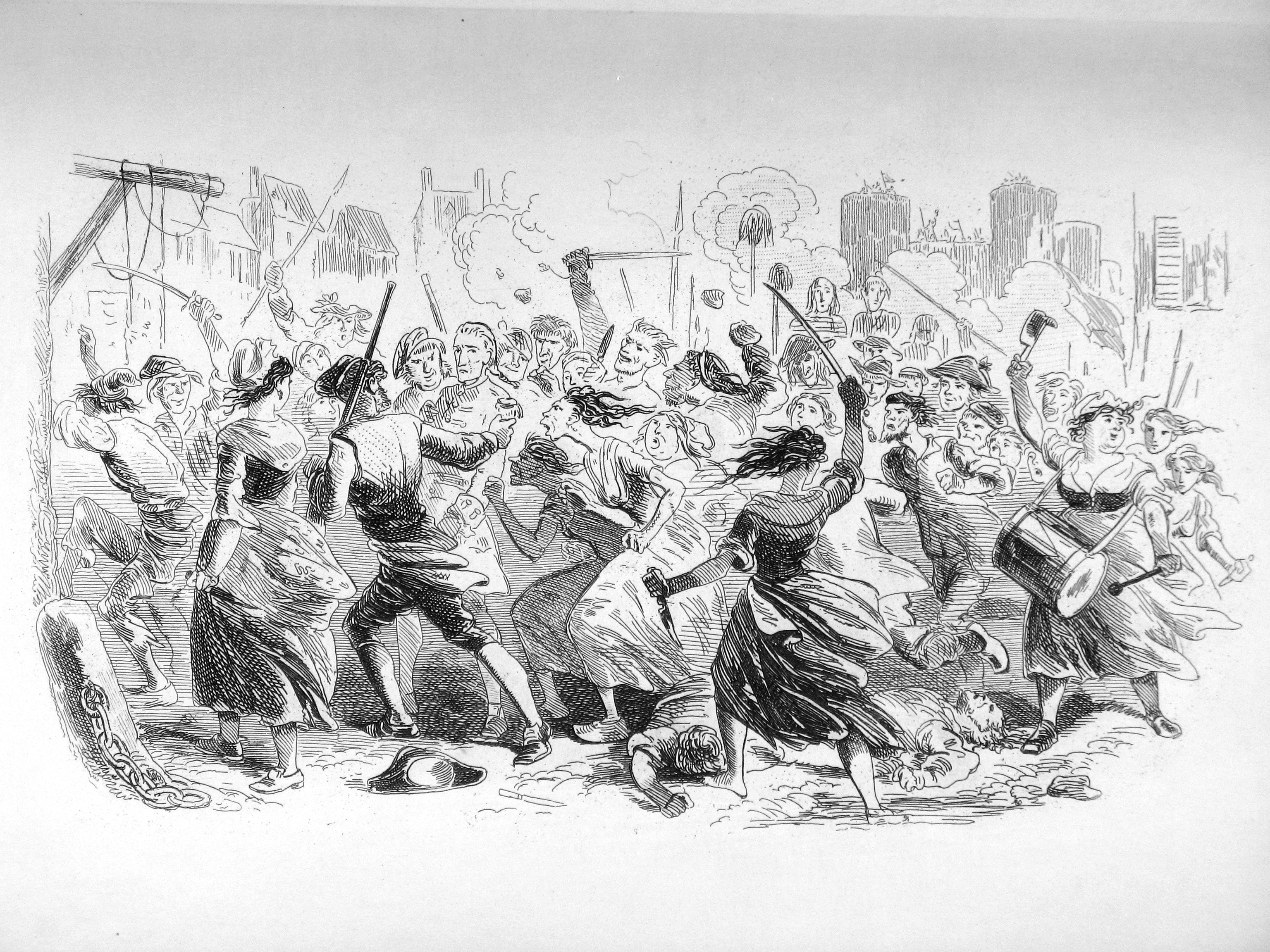
Ilustracja do powieści autorstwa Hablota K. Browne’a

Jarvis Lorry i Łucja Manette przybywają z Anglii do Francji, aby uwolnić uwięzionego w Bastylii doktora Manette, ojca Lucie. Został on niesprawiedliwie uwięziony przez rodzinę markiza St. Évremonde'a, ponieważ był świadkiem morderstwa, którego dokonali oni na ubogim rodzeństwie. Osiemnaście lat uwięzienia i ciężkiej pracy, przyprawiło doktora Manette o chorobę umysłową, na skutek której nie pamięta ani powodów swojego zamknięcia w Bastylii, ani tego, że ukrył w swojej celi dowody na winę rodziny St. Évremonde. Zdrowie i pamięć odzyskuje dopiero pod opieką córki w Londynie. Tymczasem Łucja wychodzi za mąż za Karola Darnaya. Nie jest to prawdziwe nazwisko młodego człowieka – w rzeczywistości pochodzi on z rodziny St. Évremonde, którą porzucił, podobnie jak ojczystą Francję, z powodu niesprawiedliwości czynionych przez arystokrację. Po wybuchu rewolucji Darnay zmuszony jest wrócić do Francji, aby pomóc dawnemu rodzinnemu słudze, który został uwięziony. Po przybyciu na miejsce Darnay zostaje rozpoznany jako potomek rodziny St. Évremonde i skazany na śmierć. Z więzienia ratuje go Sydney Carton, adwokat, alkoholik, beznadziejnie zakochany w Łucji. Ta właśnie miłość powoduje, że gotowy jest poświęcić życie za męża ukochanej. Wykorzystuje w tym celu swoje bliźniacze podobieństwo do skazańca – usypia go za pomocą narkotyków, a następnie wyprowadza z więzienia i sam zajmuje jego miejsce. Nikt nie odkrywa zamiany i Sydney umiera na gilotynie.

## Obraz rewolucji
Rewolucja opisana jest w sposób obrazowy; sceny rewolucyjne pełne są brutalnych, sadystycznych obrazów, obrazujących gniew uciemiężonego ludu. Dominują sceny zbiorowe (np. taniec karmanioli, zburzenie Bastylii). Rewolucja jest usprawiedliwiona, a racja w powieści znajduje się po stronie paryskiego ludu. Dickens nie analizuje jednak historycznych przyczyn buntu, nie zajmuje się również konfliktami w obozie rewolucjonistów. Wydarzenie opisuje w kategoriach moralnej odpłaty za popełnione zło i jako przestrogę dla współczesnej mu Anglii – jeśli będzie ona popełniać błędy francuskiej arystokracji, może w niej dojść do podobnego buntu.

## Ekranizacje powieści
- Opowieść o dwóch miastach – amerykański film niemy z 1911
- Opowieść o dwóch miastach – brytyjski film niemy z 1922
- Opowieść o dwóch miastach – amerykański film z 1935
- Opowieść o dwóch miastach – brytyjski film z 1958